# Селигмен, Эдвин
Эдвин Роберт Андерсон Селигмен (англ. Edwin Robert Anderson Seligman; 25 апреля 1861, Нью-Йорк — 8 июля 1939, Лэйк-Плэсид, шт. Нью-Йорк) — американский экономист и педагог, специалист в области налогообложения еврейского происхождения. Вместе с Ричардом Т. Эли считается одним из основателей Американской экономической ассоциации. Включён в список «ста великих экономистов до Кейнса» по версии М. Блауга.

## Биография
Из состоятельной еврейской семьи, сын банкира Джозефа Селигмана. Учился в Колумбийском университете, закончив в 1885 году после присвоения степени доктора философии, после чего до 1931 года здесь же и преподавал (сначала как лектор, с 1888 года в должности адъюнкт-профессора, а с 1904 года — в должности полного профессора).
Редактор первой на английском языке «Энциклопедии общественных наук» (Encyclopedia of the Social Sciences, 1930-1935) в 15 томах.

## Научные достижения
Эдвин Селигмен являлся специалистом в области налогообложения, общественных финансов и экономической истории. В области налогов его исследования затрагивали прогрессивное налогообложение и анализ переложения (перемещения) налогового бремени с продавцов на покупателей (и обратный вариант).

## Список произведений
- The Shifting and Incidence of Taxation, 1892.
- Progressive Taxation in Theory and Practice, 1894. («Прогрессивное налогообложение в теории и на практике»)
- Essays in Taxation, 1895.
- Economic Interpretation of History, 1902. («Экономическая интерпретация истории»)
- On Some Neglected British Economists, 1903. («О некоторых забытых британских экономистах»)
- Principles of Economics, 1905.
- «Economists», Cambridge History of English and American Literature, 1907
- The Income Tax, 1911.
- «Recent Reports on State and Local Taxation», 1911, AER
- «Tax Exemption Through Tax Capitalization: A Reply», 1916, AER
- «Who is the Twentieth Century Mandeville?», 1918, AER
- «Are Stock Dividends Income?», 1919, AER
- «The Cost of the War and How It Was Met», 1919, AER
- Studies in Public Finance, 1925.
- Essays in Economics, 1925. («Экономические исследования»)
- Double Taxation and International Fiscal Cooperation, 1928. («Двойное налогообложение и международное налоговое сотрудничество»)

### Издания на русском языке
- Основы политической экономии. — СПб.: Общественная польза, 1908. (Principles of economics)
- Этюды по теории обложения / Э. Селигман и Р. Стурм ; пер. студ. В. Гефдинга и Б. Никольского ; под ред. и с предисл. проф. М. Н. Фридмана. — С.-Петербург: Типография «Правда», 1908. — 200 с.
- Экономическое понимание истории (пер. с англ. Б. Смирнова):

1-е изд. — СПб.: Просвещение, 1906; Киев, 1906.;
2-е изд. (переизд.) — М.: Книжный дом «ЛИБРОКОМ», 2011. — 112 с. — ISBN 978-5-397-01631-5.
- Очерки по теории обложения. (Финансовые проблемы военного и послевоенного периода). — Петроград: Сев.-зап. промбюро ВСНХ, 1924. (Статьи из Essays in taxation)